# 신오지방
신오지방(문화어: 싱오지방 일본어: シンオウ地方 신오치호[*])은 포켓몬스터 시리즈에 등장하는 지역이다. 《포켓몬스터DP 디아루가·펄기아》, 《포켓몬스터PT 기라티나》, 《포켓몬스터 브릴리언트 다이아몬드·샤이닝 펄》《Pokémon LEGENDS 아르세우스》의 배경이 되는 가상 공간으로, 일본의 홋카이도를 모델로 한다. 관동/성도지방보다 북쪽에 있는 것으로 묘사되며, 14개의 도시와 도로 및 수로로 구성된다. 도시 및 도로와 수로의 BGM은 시간대에 따라 변화한다. 도로로는 (201번, 202번, 203번, 204번, 205번, 206번, 207번, 208번, 209번, 210번, 211번, 212번, 213번, 214번, 215번, 216번, 217번, 218번, 219번, 221번, 222번, 224번, 225번, 227번, 228번, 229번)이 있고, 수로로는 (220번, 223번, 226번, 230번)이 있다.

## 떡잎 마을 (Twinleaf Town)
일본어: フタバタウン
신오 지방의 주인공의 집과 라이벌의 집이 있는 마을. 근처에 호수가 있다.

## 잔모래 마을 (Sandgem Town)
일본어: マサゴタウン
마박사의 연구소가 있는 해변의 작은 마을. 플레이어가 선택한 주인공과 다른 성별의 주인공 (마박사의 조수)가 사는 집이 있다. 마을에서 한층 큰 파란 지붕 집은 마박사의 연구소. 여기에서는 주로 포켓몬의 진화에 대한 연구가 이루어지고 있다. 플레이어와 다른 성별의 주인공 아버지도 연구소에서 조수로 일한다.

## 축복 시티 (Jubilife City)
한자: 祝福시티
일본어: コトブキシティ
홋카이도 최대의 도시인 삿포로시를 모델로 하는 대도시이며, GTS (글로벌 터미널 스테이션) 및 방송국 등 다양한 시설이 있다. 포석으로 덮여 지상에 가로수와 분수가 마련되어 있는 등, 멋을 정비된 거리가 특징. 다른 장소와는 달리 밤늦게까지 건물의 불빛이 켜지고 있다. 사방으로 도로가 통하고 있는 교통의 요충지이기도 하다. 기존의 작품과 마찬가지로 모험의 시작 부분에 포켓몬 설명을 해 준다. "트레이너 스쿨"이 있다.
마을에 있는 고층 건물은 포켓치를 만든 회사의 본부인 포켓치 주식회사. 여기에서는 사장 일가가 가족 모두 새로운 애플리케이션의 개발을 진행하고있다. 회사는 정기적으로 새로운 기능을 가지고있는 포켓치에 추가하여 받을 수 다른 애플리케이션의 사용 방법을 확인할 수 있다.

### 축복TV방송국
일반인도 즐길 방송국이라는 개념하에 만들어져 있다. 따라서 주로 무선 통신을 사용하는 놀이가 준비되어 있다. 방송국 1층에서는 추첨을 하고, 특별한 트레이너와 이벤트 배틀을 하고있다 (포켓몬스터Pt 기라티나에서는 특별한 트레이너와의 배틀이 존재하지 않는다.) 2층에서는 포켓몬에 장식을 하고 사진을 찍을 수 있고, 통신으로 친구에게 보낼 수 있다. 3층에서는 모험 중에 세운 각종 기록을 볼 수 있고이 데이터를 친구에게 보낼 수 있다.

### GTS (글로벌 터미널 스테이션)
Wi-Fi 통신을 통해 전 세계 사람들과 포켓몬 교환을 할 수 있는 시설. 홀 오른쪽에 거대 첨단 지구 "지오넷토"가 설치되어 있으며, Wi-Fi 통신 교환을 상대 살고있는 위치가 자동으로 기록되어 간다. 포켓몬스터Pt 기라티나에서는 "글로벌 터미널"로 기능이 추가되어 3층이 되었다.

## 무쇠 시티 (Oreburgh City)
일본어: クロガネシティ
신오 지방 중앙부, 석탄에 둘러싸인 산간 마을. 검은 흙이 마을 전체에 퍼져 있기 때문에 지금까지의 도시와는 다른 느낌을 받는다. 도시는 탄광을 중심으로 움직이고 있으며, 도처에서 석탄을 운반하고, 벨트 컨베이어와 광부를 볼 수 있다. 도시 석탄은 무쇠 탄갱에서 나오며, 갱도는 지하 깊은 곳까지 이어져 있다. 최하층은 해수면보다 낮다. 체육관 관장인 강석도 여기에서 일하고있다. 그 근처에는 석탄에 대한 전시를 하고 있는 탄광 박물관이 있다.

## 꽃향기 마을 (Floaroma Town)
한자: 꽃香氣마을
일본어: ソノオタウン
아름다운 꽃으로 유명한 마을. 도시 전체에 많은 꽃이 만발하고 있다. 도시의 북부에는 광대한 꽃밭이 펼쳐진다. 꽃가게가 있고, 나무 열매를 키우기 위해 필요한 "물뿌리개"를 받을 수 있다. 주변에는 식물을 기르는 가장 좋은 푹신한 흙도 많고, 원예에 몰두하는 데 딱 좋은 위치.
평화로운 마을이었지만, 교외에 있는 골짜기 발전소는 갤럭시단에 점거되어 버려, 인근 도로가 봉쇄되고, 마을 주민이 습격 상품을 강탈당한 사건이 일어났다.

### 플라워숍 각앙각색
꽃향기 마을의 중심부에 위치한 꽃집. 열매 대가로 콘테스트 대회의 액세서리를 준다. 그러나, 열매는 대량으로 필요 (100개 이상 요구하는 경우도 있다). 또한 어떤 아이가 1일 1개의 열매를 준다.

## 영원시티 (Eterna City)
한자: 永遠시티
일본어: ハクタイシティ
신오 지방에 옛날부터 있었던 역사를 느낄 수 있는 마을. 하지만 지금은 고층 빌딩이 난립하여 옛 모습은 사라져가고 있다. 변두리는 신오 신화에 등장하는 옛날 포켓몬의 동상이 있고 이것을 조사하기 위해 갤럭시단의 아지트가 세워졌다. 또한 사이클숍과 특이하고 효능이 높은 의약품을 판매하는 약국도 여기에 있다. 엔딩 후 오박사가 마을에 별장을 두고 있으며, 박사가 머무는 동안 전국 도감의 완성도를 평가받을 수 있다.
또한 이 마을에는 강석의 친척이자, 구멍을 파는 것을 좋아하는 "탐험 아저씨"가 산다. 탐험 아저씨는 "탐험 세트"를 받을 수 있으며, 이것은 지하 통로 출입에 필요한 도구가 된다. 탐험 아저씨는 주인공에게 미션을 주기 때문에, 그것을 성공 시키면 도구를 받을 수 있다.
그리고 영원시티 체육관 북동쪽에 위치한 건물로 들어가면 1층에 포켓몬의 이름을 원하는대로 바꿔주는 "포켓몬 작명가"가 있다.

### 영원시티 체육관
체육관 관장은 풀 포켓몬을 사용하는 유채.
체육관 내부는 숲처럼 되어 포켓몬스터DP 디아루가·펄기아에서는 나무의 그늘에 조련사가 숨어 있다. 포켓몬스터Pt 기라티나에서는 트레이너를 이길 때마다 시계가 움직이고, 분수가 멈추게 된다. 트레이너를 모두 이겨야 체육관 관장(유채)에게 도전할 수 있다.

## 연고시티 (Hearthome City)
한자: 緣故시티
일본어: ヨスガシティ
신오 동부의 대도시. "사람과 포켓몬이 친해지는 도시"를 목표로 한 마을 만들기를 하고 있으며, 복지가 잘 되어있다. 따라서 노인이나 아기의 인구가 많고, 대가족도 많다. 벽돌을 깔아서 바닥이나 정비된 가로등이 특징. 하지만 축복 시티 등 대도시와 같이 건물이 밀집되어 있다.
연고시티는 포켓몬 콘테스트 회장과 상호교류들판 등 포켓몬 관련 시설이 많고, 아무런 BGM이 흐르지 않는 성당도 있다. 도시의 중앙부에는 포켓몬을 사랑하는 사람들이 모이는 포켓몬 팬클럽 신오 본부도 있다. 마을 북쪽은 포켓몬 상호교류들판으로되어있어, 여기서는 포켓몬을 볼 밖으로 데려가 걸을 수 있다(단, 함께 걸을 수 있는 포켓몬의 종류는 정해져 있다). 여기에서 걸으면 포켓몬이 특별한 액세서리와 열매를 주워 오기도 한다. '디아루가·펄기아' 에서는 마을 우측 하단 게이트 옆의 등산가에게 알을 받을 수 있는데, 핑복이 탄생한다.

### 연고시티 체육관
체육관 관장은 고스트 타입을 사용하는 멜리사. 외국에서 왔으며, '영혼을 매혹시키는 댄서'라고 한다.
'디아루가·펄기아'에서는 간단한 사칙 연산을 풀어 정답을 내야 짐 리더의 방에 도착할 수 있다. '플래티넘'에서는 올바른 문을 열지 않으면 첫 번째 방으로 이동 돼버린다.

## 신수마을 (Solaceon Town)
한자: 身手마을
일본어: ズイタウン
아무것도 없는 도로에 사람이 모여 생긴 마을. 미개발의 모습으로 바닥은 울퉁불퉁하고 불규칙하게 나무가 자라고 있는 등 자연의 색조가 강하다. 마을 주변은 방목 지대이기 때문에, 목장에서 일하는 사람들이 많이 살고 있다. 마을의 동쪽 절벽에는 안농이 서식하고있는 유적이 있다. 이 마을에는 키우미집이 있어, 포켓몬을 맡기면 트레이너 대신 길러 준다. 포켓몬을 2마리 이상 맡기면 때때로 알을 찾을 수 있다. DP/Pt에서는 포켓치에서 포켓몬의 성장 상태를 확인할 수 있는 기능이 추가되었다. 또한 신오 지방에서는 유명한 신문을 발행하는 신문 방송국도 있어, 언제든지 아르바이트를 모집하고 있다.

### 신수유적
신수 마을에 있는 수수께끼의 유적. 내부는 미로처럼 되어 있어 안농 문자를 해독하고 진행하도록 되어있다. 정상 입구에서 갈 수 없는 숨겨진 골방도 존재한다고 한다. 유적에는 28종류의 안농이 서식한다. 214번 도로 매니아 터널과 직결되어있다.

## 장막 시티 (Veilstone City)
한자: 帳幕시티
일본어: トバリシティ
연고 시티와는 색다른 분위기의 대 도시. 백화점과 게임 코너 등 오락 시설이 있다. 대낮에는 갤럭시단이 배회하고, 도박에 너무 빠져 파산하는 사람이 나오는 등 치안은 나쁜 모습. 또한 시내 중심에는 장막백화점이있다. 백화점은 프렌들리숍을 훨씬 능가하는 상품의 장점을 자랑하고, 초반에서는 드문 "건강 조각" 등의 아이템도 판매하고 있다. 그러나 가격은 비싸다. 장막 시티는 바위 투성이였던 땅을 개척하여 만들어진 것으로 알려져 있다. 따라서 지금도 바위가 마을에 퍼지고있어 단차도 많다. 도시 외곽에는 왠지 운석과 크레이터가 있다. 이 운석은 데오키스를 폼체인지 할 수 있는 힘이 있다.

### 장막 시티 체육관
체육관 관장은 격투 포켓몬을 사용하는 '맨발의 천재 격투 소녀' 자두. 부속 트레이너는 격투 4형제이다. 각각 사랑, 정의, 눈물, 희망의 주먹을 받으라는 멘트로 배틀 시작. DP는 좌우에 슬라이드하는 벽, Pt는 샌드백을 두드리고 쌓인 타이어의 벽을 허물어가는 장치가 도전자의 앞길을 막는다.

### 갤럭시단 장막시티 빌딩
장막 시티의 고지대에 있는 미러 빌딩. 표면에는 우주 에너지 연구 시설이라고 하고 있지만, 실제로는 갤럭시단 본부이다. 내부는 워프 패널을 사용하여 이동하도록 되어 있으며, 갤럭시단원 외에는 아무도 모르는 구조로 되어 있다. 그 깊은 지역에서 전설의 포켓몬에게 "붉은 사슬"을 일으키는 실험을 하고있다. 근처에 있는 "갤럭시단 창고"의 안쪽에는 갤럭시단 장막시티 빌딩에 연결된 숨겨진 지하 통로가 있다.

### 게임 코너
미니 게임 슬롯이 있는 시설. 전작까지와 비교해서 비약적으로 동전이 나오기 쉬워지고 있다. "삐삐 보너스"라는 시스템이 도입되어 한 번의 보너스 최고 210개의 코인을 손에 넣을 수있게 되었다. 또한 10연속 보너스에 성공하면 "다이 프로 최초"의 기술 시스템을 받는다. 모인 동전은 옆에 있는 곳에서 경품으로 교환받을 수 있지만, 전작까지와 비교해서 비약적으로 경품의 가격이 높아지고 있다. 또한 자두 아버지가 슬롯에서 놀고 있다.
대한민국에서는 사행성 침해로 동전을 조사하여 경품을 받을 수 있다.

## 들판 시티 (Pastoria City)
일본어: ノモセシティ
대초원의 마을. 사파리 존이 있다. 지형은 평탄하고, 점점이 민가가 세워져 있다. 습지이기 때문에 도시의 4분의 1이 수몰하고 있다. 대습초원에 서식하는 삐딱구리가 마스코트이므로, 프랜들리숍 옆에는 삐딱구리 동상도 놓여져있다. Pt에서는 삐딱구리의 얼굴을 끼우는 사진관도 존재하고, 대습초원의 망원경으로 때때로 진짜 삐딱구리가 위치한다. 마을 북쪽은 대습초원이라고 하는 광대한 습지가 있다. 여기에서는 전작까지 사파리 영역과 마찬가지로 제한 시간 내에 포켓몬을 가지고 마음껏 잡을 수 있는 게임이 있다. 면적이 매우 넓기 때문에, 열차를 이용하여 신속하게 목적지까지 갈 수 있다. 전작과는 달리 출현하는 포켓몬의 변화 때문에 게이트에 있는 망원경으로 나오는 포켓몬을 확인할 수 있다. 신오 지방에서는 매우 드문 왕자리와 샤프니아 같은 포켓몬이 나온다.

### 들판 시티 체육관
체육관 관장은 물 포켓몬을 사용하는 '슈퍼 맥시멈 가면' 맥실러. 조련사는 "선원"과 "낚시꾼"과 "튜브 어린이들"이 있다. 체육관 내부는 전체가 물로 되어 버튼을 눌러 그 수위를 올리거나 내려서 새로운 길을 연다.

## 봉신 마을 (Celestic Town)
한자: 封神마을
일본어: カンナギタウン
천관산 기슭에 있는 역사 깊은 도시이다. 아주 작은 마을이고, 프렌 들리 숍조차 없지만, 모험에 필요한 도구를 판매하고 있는 가게가 있다. 사는 사람도 적고, 노인들이다. 신오 지방 챔피언인 난천이 이곳 출신이다. 마찬가지 난천의 할머니는 여기에 살고 있으며, 봉신 마을의 장로이다. 마을의 중앙에는 큰 구덩이가 있고 거기에는 사당이 있다. 봉신 마을의 집들은 그 사원을 둘러싸듯이 세워져 있다. 사당의 뒤에는 디아루가와 펄기아 벽화가 있고, 그 사이에 고대 유적의 입구가 있다. 유적의 안쪽에는 전설의 포켓몬에 관련 깊은 3개의 벽화가 있다. 이 유적이 갤럭시단에 의해 점거되는 사건이 일어났다.

## 운하 시티 (Canalave City)
한자: 運河시티
일본어: ミオシティ
신오지방 남서부에 위치하고 있다. 이곳에는 운하가 있고 강철섬으로 향할 수 있는 배가 있고 추후 만월섬까지 가게 될 수 있다.
신월섬과 문 잠긴게 있다

### 운하시티체육관
주로 강철타입을 사용하는 동관이 있으며 강석의 아버지다. 리프트같은 것을 타고 움직이면서 관장에게 향한다

## 선단시티 (Snowpoint City)
한자: 先端시티
일본어: ミオシティ
신오지방 북부에 위치하고 있다. 천관산을 통해 갈 수 있다.배틀프론티어로 갈 수 있는배를 탈 수있으며 근처에는 호수가 있다 눈이쌓인 마을이다.

### 선단시티 체육관
관장이름은 무청 주로 사용타입은 얼음타입 그러나DP에서는 요가램을 사용하나 냉동펀치가 있다. 그러나 PT에서는 눈여아로 바뀐다 얼음에서 미끄러지면서 눈덩이를 부수며 관장에게 갈수있다

## 물가시티 (Sunyshore City)
일본어: ナギサシティ
온 마을이 전기로 돌아가는 마을이다. 위를 보면 다리같이 연결하는게 있다. 위로 올라가면 규리가 폭포오르기를 준다

### 물가시티 체육관
관장이름은 전진 주요타입은 전기타입 PT같은경우 버튼을 밟아 연결다리를 이어서 관장에게 향한다

## 포켓몬리그
신오지방을 돌면서 8개의 뱃지를 모으면 갈 수 있는 곳이다. 4명의 사천왕과 챔피언을 이기면 전당등록이 가능하다. 그 전에 라이벌과의 배틀도 있다.